# Carlos Laffond
Carlos Laffond, né en 1929 à Madrid et décédé en 1979, est un auteur de bande dessinée espagnol.

## Publications
• Thierry le Chevalier (1957-1961), série médiévale scénarisée par Jean-Michel Charlier. Quatre épisodes publiés dans l’hebdomadaire Spirou (N° 989-1226). Éd. Dupuis.
• Les belles Histoires de l’Oncle Paul, publiés dans l’hebdomadaire Spirou, ainsi que son frère José Laffond.